# Charny-sur-Meuse
Charny-sur-Meuse – miejscowość i gmina we Francji, w regionie Grand Est, w departamencie Moza.
Według danych na rok 1990 gminę zamieszkiwały 462 osoby, a gęstość zaludnienia wynosiła 37 osób/km² (wśród 2335 gmin Lotaryngii Charny-sur-Meuse plasuje się na 619. miejscu pod względem liczby ludności, natomiast pod względem powierzchni na miejscu 450.).